# Wimbledon 2021
De 134e editie van de Wimbledon Championships vond plaats van maandag 28 juni tot en met zondag 11 juli 2021. Voor de vrouwen was dit de 127e editie van het graskampioenschap. Het toernooi werd gespeeld bij de All England Lawn Tennis and Croquet Club in de wijk Wimbledon van de Britse hoofdstad Londen.
Het toernooi van 2021 trok 301.837 toeschouwers. Vanwege de coronapandemie werd in de eerste week slechts 50% van de bezoekerscapaciteit toegelaten. In de tweede week werd weer 100% van de bezoekerscapaciteit toegelaten.

## Toernooisamenvatting
Bij het mannenenkelspel was de Serviër Novak Djokovic titelverdediger. Hij slaagde erin zijn titel te prolongeren.
Het vrouwenenkelspel werd in 2019 gewonnen door de Roemeense Simona Halep. Dit jaar ging de Australische Ashleigh Barty met de trofee naar huis.
Bij het mannendubbelspel ging in 2019 de titel naar de Colombianen Juan Sebastián Cabal en Robert Farah Maksoud. Dit jaar zegevierde het Kroatische duo Nikola Mektić en Mate Pavić.
Titelhoudsters bij de vrouwen waren de Taiwanese Hsieh Su-wei en de Tsjechische Barbora Strýcová. De Taiwanese prolongeerde haar titel, met de Belgische Elise Mertens aan haar zijde.
Titelhouders in het gemengd dubbelspel waren de Kroaat Ivan Dodig en de Taiwanese Latisha Chan. Het toernooi werd gewonnen door de Amerikaanse Desirae Krawczyk en de Brit Neal Skupski.
De Belg Joachim Gérard won het enkelspel bij de rolstoelmannen; de Nederlandse Diede de Groot deed dit bij de vrouwen.

## Toernooikalender
Bron:
| Wimbledon          | juni 2021 | juni 2021 | juni 2021 | juli 2021 | juli 2021 | juli 2021 | juli 2021             | juli 2021 | juli 2021   | juli 2021   | juli 2021    | juli 2021    | juli 2021    | juli 2021 | juli 2021 |
| Wimbledon          | maa 28    | din 29    | woe 30    | don 1     | vrĳ 2     | zat 3     | zon 4                 | maa 5     | din 6       | woe 7       | don 8        | vrĳ 9        | zat 10       | zon 11    |           |
| ------------------ | --------- | --------- | --------- | --------- | --------- | --------- | --------------------- | --------- | ----------- | ----------- | ------------ | ------------ | ------------ | --------- | --------- |
| mannenenkelspel    | 1e ronde  | 1e ronde  | 2e ronde  | 2e ronde  | 3e ronde  | 3e ronde  | m i d l e s u n d a y | 4e ronde  |             | kwartfinale |              | halve finale |              | finale    |           |
| vrouwenenkelspel   | 1e ronde  | 1e ronde  | 2e ronde  | 2e ronde  | 3e ronde  | 3e ronde  | m i d l e s u n d a y | 4e ronde  | kwartfinale |             | halve finale |              | finale       |           |           |
| mannendubbelspel   |           |           | 1e ronde  | 1e ronde  | 2e ronde  | 2e ronde  | m i d l e s u n d a y | 3e ronde  | kwartfinale |             | halve finale |              | finale       |           |           |
| vrouwendubbelspel  |           |           | 1e ronde  | 1e ronde  | 2e ronde  | 2e ronde  | m i d l e s u n d a y | 3e ronde  |             | kwartfinale |              | halve finale | finale       |           |           |
| gemengd dubbelspel |           |           |           |           | 1e ronde  | 2e ronde  | m i d l e s u n d a y | 2e ronde  | 3e ronde    | 3e ronde    | kwartfinale  | halve finale | halve finale | finale    |           |

## Enkelspel
|                                      |  |                                         |
| Winnaar bij de mannen, Novak Đoković |  | Winnares bij de vrouwen, Ashleigh Barty |

### Mannen
In de vorige editie (2019) won de Serviër Novak Đoković de titel. Dit jaar slaagde hij erin zijn titel te verlengen tegen de Italiaan Matteo Berrettini. Het was zijn twintigste grandslamtitel, de zesde op Wimbledon.

### Vrouwen
De Roemeense titelhoudster Simona Halep kwam haar titel niet verdedigen, vanwege een kuitblessure. In de finale kon de Australische Ashleigh Barty pas in de derde set de Tsjechische Karolína Plíšková op de knieën krijgen – hiermee won Barty haar tweede grandslamtitel, de eerste op Wimbledon, vijftig jaar na de eerste Wimbledontitel die haar landgenote Evonne Goolagong in 1971 won.

## Dubbelspel

### Mannen
Het duo dat vorige keer won, waren de Colombianen Juan Sebastián Cabal en Robert Farah Maksoud – zij sneuvelden in de kwartfinales. Het Kroatische duo Nikola Mektić en Mate Pavić won in de finale van de Spanjaard Marcel Granollers en de Argentijn Horacio Zeballos.

### Vrouwen
Van de titelhoudsters, de Taiwanese Hsieh Su-wei en de Tsjechische Barbora Strýcová, was de laatste intussen met pensioen gegaan. Hsieh speelde samen met de Belgische Elise Mertens, met wie zij in de halve finale het Japanse duo Shuko Aoyama en Ena Shibahara van zich af wisten te schudden, alvorens in een enerverende eindstrijd (tweeënhalf uur, 3–6, 7–5 en 9–7) tegen de Russinnen Veronika Koedermetova en Jelena Vesnina hun eerste gezamenlijke titel te veroveren.

### Gemengd
Titelverdedigers waren de Taiwanese Latisha Chan en de Kroaat Ivan Dodig, die dit jaar niet verder dan de derde ronde kwamen. De trofee werd weggedragen door Desirae Krawczyk (VS) en Neal Skupski (VK) – in de finale versloegen zij het Britse duo Harriet Dart en Joe Salisbury. Gevoelig detail: nog maar vier weken eerder had Krawczyk de titel op Roland Garros gepakt met Salisbury, nu haar tegenstander, aan haar zijde.

## Kwalificatietoernooi
Algemene regels – Aan het hoofdtoernooi (enkelspel) doen bij de mannen en vrouwen elk 128 tennissers mee. De 104 beste mannen en 104 beste vrouwen van de wereldranglijst die zich inschrijven worden rechtstreeks toegelaten. Acht mannen en acht vrouwen krijgen van de organisatie een wildcard. Voor de overige ingeschrevenen resteren dan nog zestien plaatsen bij de mannen en zestien plaatsen bij de vrouwen in het hoofdtoernooi – deze plaatsen worden via het kwalificatietoernooi ingevuld. Aan dit kwalificatietoernooi doen nog eens 128 mannen en 128 vrouwen mee.
De kwalificatiewedstrijden werden gespeeld op het Bank of England Sports Centre in Roehampton en zouden beginnen op maandag 21 juni. Doordat die dag totaal verregende, vonden de wedstrijden plaats van dinsdag 22 tot en met vrijdag 25 juni 2021.
De volgende deelnemers aan het kwalificatietoernooi wisten zich een plaats te veroveren in de hoofdtabel:

### Mannenenkelspel
1. Tomás Barrios Vera
2. Mackenzie McDonald
3. Brandon Nakashima
4. Zhang Zhizhen
5. Oscar Otte
6. Denis Kudla
7. Arthur Rinderknech
8. Tallon Griekspoor
9. Benjamin Bonzi
10. Bernabé Zapata Miralles
11. Marco Trungelliti
12. Antoine Hoang
13. Marc Polmans
14. Daniel Masur
15. Grégoire Barrère
16. Christopher O'Connell

Lucky losers
- Yasutaka Uchiyama
- Botic van de Zandschulp

### Vrouwenenkelspel
1. María Camila Osorio Serrano
2. Danielle Lao
3. Clara Burel
4. Anna Kalinskaja
5. Katie Volynets
6. Katie Swan
7. Wang Xinyu
8. Ana Konjuh
9. Volha Havartsova
10. Ellen Perez
11. Lesley Pattinama-Kerkhove
12. Lesja Tsoerenko
13. Monica Niculescu
14. Vitalia Djatsjenko
15. Greet Minnen
16. Claire Liu

Lucky losers
- Kristie Ahn
- Tsvetana Pironkova
- Astra Sharma
- Wang Yafan

## Junioren
Meisjesenkelspel

Finale: Ane Mintegi del Olmo (Spanje) won van Nastasja Schunk (Duitsland) met 2-6, 6-4, 6-1
Meisjesdubbelspel

Finale: Kristina Dmitruk (Wit-Rusland) en Diana Sjnajder (Rusland) wonnen van Sofia Costoulas (België) en Laura Hietaranta (Finland) met 6-1, 6-2
Jongensenkelspel

Finale: Samir Banerjee (VS) won van Victor Lilov (VS) met 7-5, 6-3
Jongensdubbelspel

Finale: Edas Butvilas (Litouwen) en Alejandro Manzanera Pertusa (Spanje) wonnen van Daniel Rincón (Spanje) en Abedallah Shelbayh (Jordanië) met 6-3, 6-4

## Rolstoeltennis
Rolstoelvrouwenenkelspel

Finale: Diede de Groot (Nederland) won van Kgothatso Montjane (Zuid-Afrika) met 6-2, 6-2
Rolstoelvrouwendubbelspel

Finale: Yui Kamiji (Japan) en Jordanne Whiley (VK) wonnen van Kgothatso Montjane (Zuid-Afrika) en Lucy Shuker (VK) met 6-0, 7-6
Rolstoelmannenenkelspel

Finale: Joachim Gérard (België) won van Gordon Reid (VK) met 6-2, 7-6
Rolstoelmannendubbelspel

Finale: Alfie Hewett (VK) en Gordon Reid (VK) wonnen van Tom Egberink (Nederland) en Joachim Gérard (België) met 7-5, 6-2
Quad-enkelspel

Finale: Dylan Alcott (Australië) won van Sam Schröder (Nederland) met 6-2, 6-2
Quad-dubbelspel

Finale: Andy Lapthorne (VK) en David Wagner (VS) wonnen van Dylan Alcott (Australië) en Sam Schröder (Nederland) met 6-1, 3-6, 6-4

## Toeschouwersaantallen en bezoekerscapaciteit
|           |        | Eerste week |         | Tweede week |
| --------- | ------ | ----------- | ------- | ----------- |
| Maandag   |        | 21.104      |         | 29.031      |
| Dinsdag   | 20.828 | 28.668      |         |             |
| Woensdag  | 21.511 | 26.436      |         |             |
| Donderdag | 21.291 | 20.310      |         |             |
| Vrijdag   | 21.166 | 24.572      |         |             |
| Zaterdag  | 23.755 | 23.427      |         |             |
| Zondag    | –      | 19.738      |         |             |
| Totaal    |        | 301.837     | 301.837 | 301.837     |

| Baan                           | Zitplaatsen                    |                                | Baan                           | Zitplaatsen |
| ------------------------------ | ------------------------------ | ------------------------------ | ------------------------------ | ----------- |
| Centre Court                   | 14.974                         |                                | Court No. 9                    | –           |
| Court No. 1                    | 12.345                         | Court No. 10                   | –                              |             |
| Court No. 2                    | 4.063                          | Court No. 11                   | 170                            |             |
| Court No. 3                    | 1.980                          | Court No. 12                   | 1.736                          |             |
| Court No. 4                    | 170                            | Court No. 14                   | 318                            |             |
| Court No. 5                    | –                              | Court No. 15                   | 318                            |             |
| Court No. 6                    | –                              | Court No. 16                   | –                              |             |
| Court No. 7                    | 114                            | Court No. 17                   | –                              |             |
| Court No. 8                    | 170                            | Court No. 18                   | 782                            |             |
| Totaal zitplaatsen             | Totaal zitplaatsen             | Totaal zitplaatsen             | Totaal zitplaatsen             | 37.140      |
|                                |                                |                                |                                |             |
| Bezoekerscapaciteit tennispark | Bezoekerscapaciteit tennispark | Bezoekerscapaciteit tennispark | Bezoekerscapaciteit tennispark | 42.000      |

## Ticketprijzen
| Dag       | Show courts  | Show courts | Show courts | Show courts | Show courts  | Show courts  | Ground Pass | Ground Pass  |
| Dag       | Centre Court | Court No. 1 | Court No. 2 | Court No. 3 | Court No. 12 | Court No. 18 | Gehele dag  | Na 17:00 uur |
| --------- | ------------ | ----------- | ----------- | ----------- | ------------ | ------------ | ----------- | ------------ |
| Maandag   | £ 70         | £ 65        | £ 44        | £ 44        | £ 27         | £ 27         | £ 25        | £ 18         |
| Dinsdag   | £ 70         | £ 65        | £ 44        | £ 44        | £ 27         | £ 27         | £ 25        | £ 18         |
| Woensdag  | £ 90         | £ 80        | £ 53        | £ 53        | £ 27         | £ 27         | £ 25        | £ 18         |
| Donderdag | £ 90         | £ 80        | £ 53        | £ 53        | £ 27         | £ 27         | £ 25        | £ 18         |
| Vrijdag   | £ 115        | £ 105       | £ 72        | £ 72        | £ 27         | £ 27         | £ 25        | £ 18         |
| Zaterdag  | £ 115        | £ 105       | £ 72        | £ 72        | £ 27         | £ 27         | £ 25        | £ 18         |
| Zondag    | –            | –           | –           | –           | –            | –            | –           | –            |
| Maandag   | £ 140        | £ 125       | £ 87        | £ 87        | £ 27         | £ 27         | £ 25        | £ 18         |
| Dinsdag   | £ 140        | £ 125       | –           | –           | –            | –            | £ 20        | £ 14         |
| Woensdag  | £ 170        | £ 155       | –           | –           | –            | –            | £ 20        | £ 14         |
| Donderdag | £ 170        | £ 70        | –           | –           | –            | –            | £ 20        | £ 14         |
| Vrijdag   | £ 200        | £ 45        | –           | –           | –            | –            | £ 15        | £ 11         |
| Zaterdag  | £ 200        | £ 40        | –           | –           | –            | –            | £ 15        | £ 11         |
| Zondag    | £ 240        | £ 35        | –           | –           | –            | –            | £ 8         | £ 5          |

1. ↑  Een Ground Pass gaf toegang tot het tennispark. Met een Ground Pass had men vrije toegang om wedstrijden te bekijken op de niet-gereserveerde plaatsen op de show courts No.3, No.12 en No.18. Daarnaast gaf de Ground Pass toegang tot de buitenbanen No.4-No.11 en No.14-No.17, volgens het principe 'wie het eerst komt, het eerst maalt'.
2. 1 2 3 4  Deze tickets waren inclusief een Ground Pass en gegarandeerde een zitplaats voor de gehele dag op de betreffende baan.

## Uitzendrechten
In Nederland was Wimbledon te zien bij de officiële rechtenhouder Eurosport, die het toernooi uitzond via de lineaire sportkanalen Eurosport 1 en Eurosport 2 en via de online streamingdienst, de Eurosport Player. Daarnaast werd Wimbledon uitgezonden door Ziggo Sport (beschikbaar voor klanten van tv-aanbieder Ziggo) en betaalzender Ziggo Sport Totaal. Hiervoor werd een sublicentie gebruikt die bij Eurosport is gekocht. Omdat gedurende Wimbledon ook de wielerronde Tour de France op Eurosport werd uitgezonden, had Eurosport besloten om een sublicentie te verlenen aan Ziggo Sport. De sublicentie hield in dat Ziggo Sport alle wedstrijden van alle banen live mocht uitzenden, behalve de wedstrijd die op Eurosport werd uitgezonden. Eurosport had altijd de eerste keuze welke wedstrijden live uitgezonden werden.
Verder kon het toernooi ook gevolgd worden bij de Britse publieke omroep BBC, waar uitgebreid live-verslag werd gedaan op de zenders BBC One en BBC Two.